# Jane, mama virgină
Jane, mama virgină este o telenovelă romantică și satirică americană creată de Jennie Snyder Urman. Serialul a avut premiera pe 13 octombrie 2014 pe CW și s-a încheiat pe 31 iulie 2019. Este o adaptare liberă după telenovela venezuelană Juana la Virgen, creată de Perla Farías. În rolurile principale joacă Gina Rodriguez ca Jane Villanueva, o virgină credincioasă de 23 de ani de origine latină, care rămâne gravidă după o inseminare artificială accidentală de către un ginecolog. Programul parodiază laitmotivele care apar în telenovelele sud-americane.
Jane, mama virgină a fost apreciată critic, în special pentru scenariu și interpretarea lui Rodriguez. La a 72-a ediție a Premiilor Globul de Aur, Jane, mama virgină a fost nominalizat pentru premiul pentru cel mai bun serial de televiziune – muzical sau comedie și Gina Rodriguez a câștigat premiul pentru cea mai bună actriță de televiziune muzical sau comedie. Spectacolul a primit Peabody Award și a fost selectat ca unul dintre top 10 programe de televiziune ale anului 2014 de către Institutul American de Film.
Începând cu cel de-al patrulea episod din sezonul trei, titlul serialului pe ecran a fost modificat, cu expresia „mama virgină” tăiată în favoarea unei expresii corespunzătoare fiecarui episod, astfel încât să fie reflectat firul poveștii, în care Jane nu mai este virgină.

## Sinopsis
Desfășurată în Miami, acțiunea detaliază evenimente dramatice și surprinzătoare care au loc în viața lui Jane Gloriana Villanueva, o femeie venezuelană tânără, muncitoare și credincioasă. Jurământul lui Jane de a-și păstra virginitatea până la căsătorie devine o problemă atunci când un medic o inseminează artificial din greșeală în timpul unui consult. Pentru a înrăutăți situația, tatăl biologic este un bărbat căsătorit, fost playboy și supraviețuitor de cancer care nu este doar noul proprietar al hotelului unde lucrează Jane, dar și persoana de care eera îndrăgostită Jane în vremea adolescenței. Pe lângă faptul că trebuie să se obișnuiască cu sarcina și apoi cu statutul de mamă, în primele episoade Jane se confruntă cu întrebări legate de cariera sa profesională și nevoia de a alege între tatăl copilului ei sau iubitul său detectiv. Pe măsură de serialul evoluează, problemele se concentrează pe copil, pe cariera sa de scriitoare, iar membrii familiei primesc și ei intrigi independente.

## Distribuție

### Personaje principale
- Gina Rodriguez ca Jane Gloriana Villanueva, o tânără de 23 de ani, credincioasă, care rămâne gravidă după ce a fost inseminată artificial din greșeală. Producătorul executiv Jennie Snyder Urman a declarat că Gina Rodriguez „a fost literalmente cea de-a treia persoană care a venit” în timpul selecției actorilor.[4]
  - Jenna Ortega ca Tânăra Jane, la vârsta de 10 ani, cea mai frecventă (21 de capitole din sezonul 3) dintre cele patru tinere „Jane” văzute în flashback-uri.
- Andrea Litner ca Xiomara „Xo” Gloriana Villanueva, mama lui Jane. Ea avea doar șaisprezece ani când a născut-o pe Jane, acesta fiind motivul pentru care Jane preferă să-și păstreze virginitatea până la căsătorie.
  - Catherine Toribio o joacă pe tânăra Xiomara timpul unor secvențe flashback.
- Justin Baldoni ca Rafael Solano, de 31 de ani, proprietar al Hotelului Marbella și tatăl biologic al copilului lui Jane, care nu mai este îndrăgostit de soția lui.
- Yael Grobglas ca Petra Solano (nume la naștere: Natalia Andel, mai târziu, Natalia Dvoracek), soția lui Rafael, care mereu uneltește, membră a unei familii cehe criminale, și care s-a căsătorit cu Rafael cu scopul de a-i fura averea, deși de-a lungul timpului ea chiar s-a îndrăgostit de el.
- Ivonne Coll ca Alba Gloriana Villanueva, bunica maternă pioasă a lui Jane. Ea este extrem de religioasă și o încurajează pe Jane să își păstreze virginitatea până la căsătorie. Deși este capabilă să vorbească limba engleză, vorbește doar limba spaniolă cu familia ei, chiar și atunci când ceilalți i se adresează în limba engleză.
- Brett Dier ca Michael Cordero Jr. (sezoanele 1-3, 5)[5] (invitat în sezonul 4), soțul de 29 de ani al lui Jane, fost detectiv.
- Jaime Camil ca Rogelio de la Vega, un actor celebru de telenovele, egoist și tatăl biologic al lui Jane.
- Elias Janssen ca Mateo Gloriano Rogelio Solano Villanueva (sezoanele 4-5), copilul lui Jane și Rafael. Numit după bunicul lui Jane și soțul lui Alba, care a murit înainte ca Jane să se nască.
- Anthony Mendez (dublaj), ca narator latin, la persoana a treia omniscientă[6]. Narațiunea este metanarațiune și metaficțiune. El se dovedește a fi Viitorul Mateo din ultimul sezon.